# Conservatorio Stern
El Conservatorio Stern es una escuela de música privada de Berlín que ha tenido muchos notables profesores y alumnos.

## Historia
Fue fundada en 1850 por Julius Stern, Theodor Kullak y Adolf Bernhard Marx, estos dos últimos dejaron la escuela en 1855 y 1856 respectivamente, así que el conservatorio adoptó el nombre Stern. 

## Directores
- 1883–1894: Jenny Meyer
- 1894–1915: Gustav Hollaender
- 1915–1930: Alexander von Fielitz
- 1930–1933: Paul Graener
- 1933–1935: Siegfried Eberhardt
- 1936–1945: Bruno Kittel
- 1946–1949: Heinz Tiessen
- 1950–1960: Hans Joachim Moser

## Profesores
- 1854–1864 Hans von Bülow
- 1855- ?: Ferdinand Laub
- 1864–1871: Rudolf Radecke
- 1866–1869: Friedrich Kiel
- 1867–1878: Eduard Franck
- 1874–1877: Arnold Krug
- 1890–1897: Friedrich Gernsheim
- 1897–1903: Hans Pfitzner
- 1884–1906: Georg von Petersenn
- 1896–1911: Martin Krause
- 1897–1904: Ernst Jedliczka
- 1898–1905: Ernst Eduard Taubert
- 1898–1900: David Maurice Levett
- 1904–1906: Sandra Drouker
- 1906–1915: Leo Portnoff
- 1900–1920: Engelbert Humperdinck
- 1902–1903 y 1911: Arnold Schoenberg
- 1904–1924: Arthur Willner
- 1919–1929: Rudolf Maria Breithaupt
- 1925 - 1940: Claudio Arrau
- 1934–1940, 1962–1966: Konrad Wölki
- 1935–1960: Conrad Hansen
- Herbert Ahlendorf
- Wilhelm Klatte
- James Kwast
- Max Löwengard
- Paul Lutzenko
- Selma Nicklass-Kempner
- Gustav Pohl
- Nikolaus Rothmühl
- Victor Hollaender
- Leopold Schmidt
- Robert Lösch
- 1992–2012: David Friedman[1]